# كاستليوني ميسر رايموندو
كاستليوني ميسر رايموندو (بالإيطالية: Castiglione Messer Raimondo)‏ هي بلدية في مقاطعة تيرامو في إقليم أبروتسو الإيطالي.

## السكان
في سنة 1861 بلغ عدد السكان 3٬009 نسمة، وتطور العدد ليصل في سنة 2011 لـ 2٬364 نسمة.
يظهر هذا المخطط البياني تطور النمو السكاني لـ كاستليوني ميسر رايموندو